# 潮見バイパス
潮見バイパス（しおみバイパス）は、静岡県湖西市から愛知県豊橋市を結ぶ国道1号バイパスである。
新居町市街および急カーブが存在する潮見坂を迂回し、浜名バイパスから続く海岸線のルートを形成している。1996年に開通し、豊橋浜松道路を構成する地域高規格道路のひとつである。
通行料金は無料。自動車専用道路のため、歩行者・軽車両・原動機付自転車・125 cc以下の二輪車およびミニカーは通行禁止となっている。

## 概要

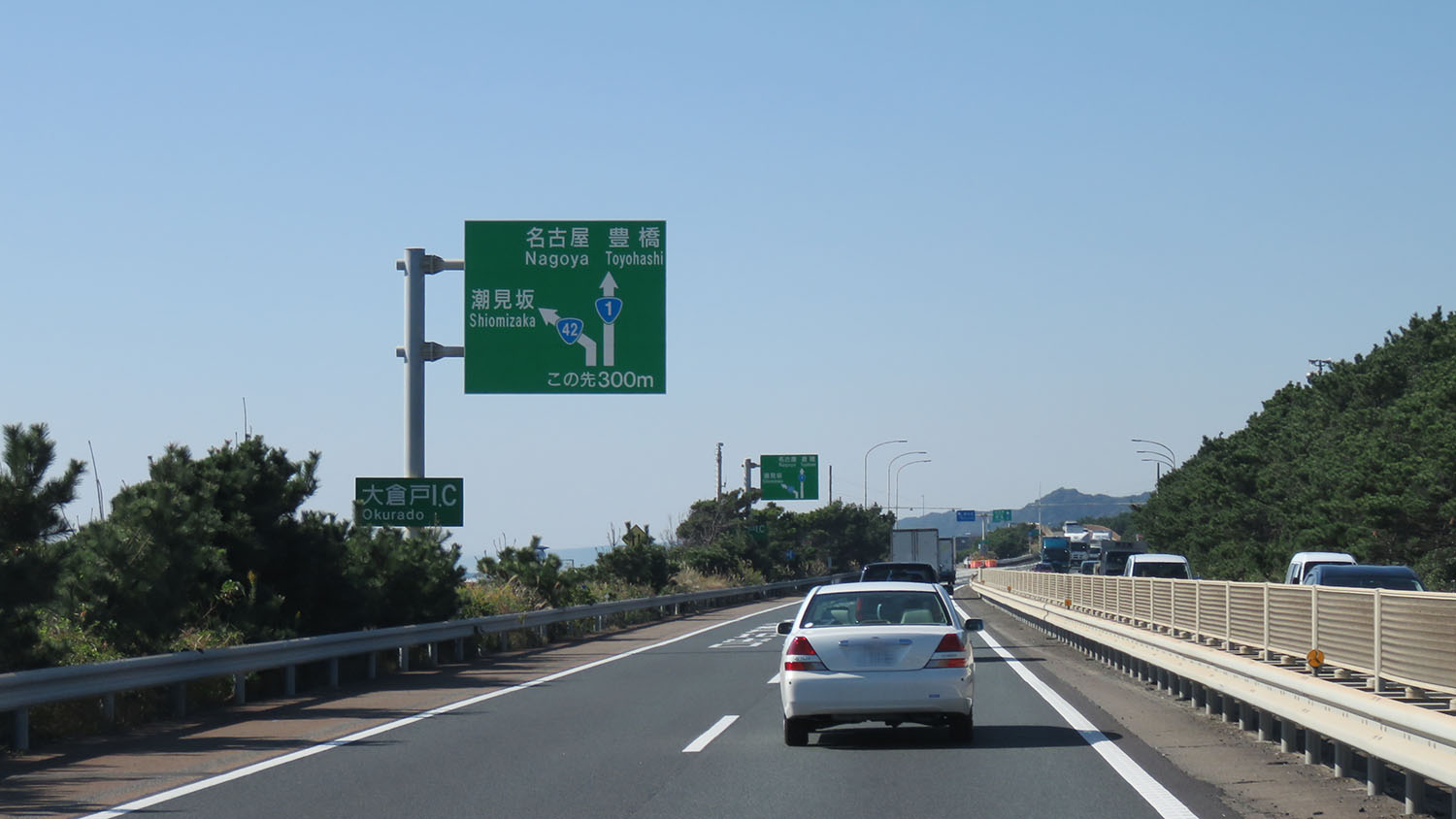
潮見バイパス 起点の大倉戸IC
静岡県湖西市新居町浜名

- 起点：静岡県湖西市新居町浜名（大倉戸IC）
- 終点：愛知県豊橋市東細谷町（豊橋東IC）
- 全長：5.9 km
- 車線数：暫定2車線（一部完成4車線）

## 歴史
- 1996年（平成8年）6月5日：暫定2車線で全線開通。
- 2000年（平成12年）：白須賀IC開通。
- 2006年（平成18年）3月27日：道の駅潮見坂がオープン。
- 2012年（平成24年）11月29日：豊橋東IC下り線オフランプ切替え。
- 2013年（平成25年）6月23日：豊橋東バイパスの開通によりこれと接続。
- 2023年（令和5年）6月2日：下り線（豊橋東IC - 道の駅潮見坂）が2車線開放、上り線の同区間も同年8月10日に2車線開放となり、一部区間が4車線化。この区間は、特に豊橋東バイパスが全線開通した2013年以降、渋滞や追突事故などが頻繁に発生していたことから、2010年代後半頃から4車線化の工事が行われていた。

## 接続するバイパスの位置関係
（東京方面）浜名バイパス - 潮見バイパス - 豊橋東バイパス（大阪方面、国道23号名豊道路）

## インターチェンジなど
| 施設名                                     | 接続路線名                        | 備考                 | 所在地 |
| ------------------------------------------ | --------------------------------- | -------------------- | ------ |
| 国道1号（浜名バイパス）浜松・静岡方面      |                                   |                      |        |
| 大倉戸IC                                   | 国道42号、静岡県道417号新居浜名線 | 浜松・静岡方面出入口 | 湖西市 |
| 白須賀IC                                   | 国道42号                          |                      | 湖西市 |
| 道の駅潮見坂                               |                                   |                      | 湖西市 |
| 豊橋東IC                                   | 国道1号豊橋市街方面               |                      | 豊橋市 |
| 国道23号（豊橋東バイパス）蒲郡・名古屋方面 |                                   |                      |        |

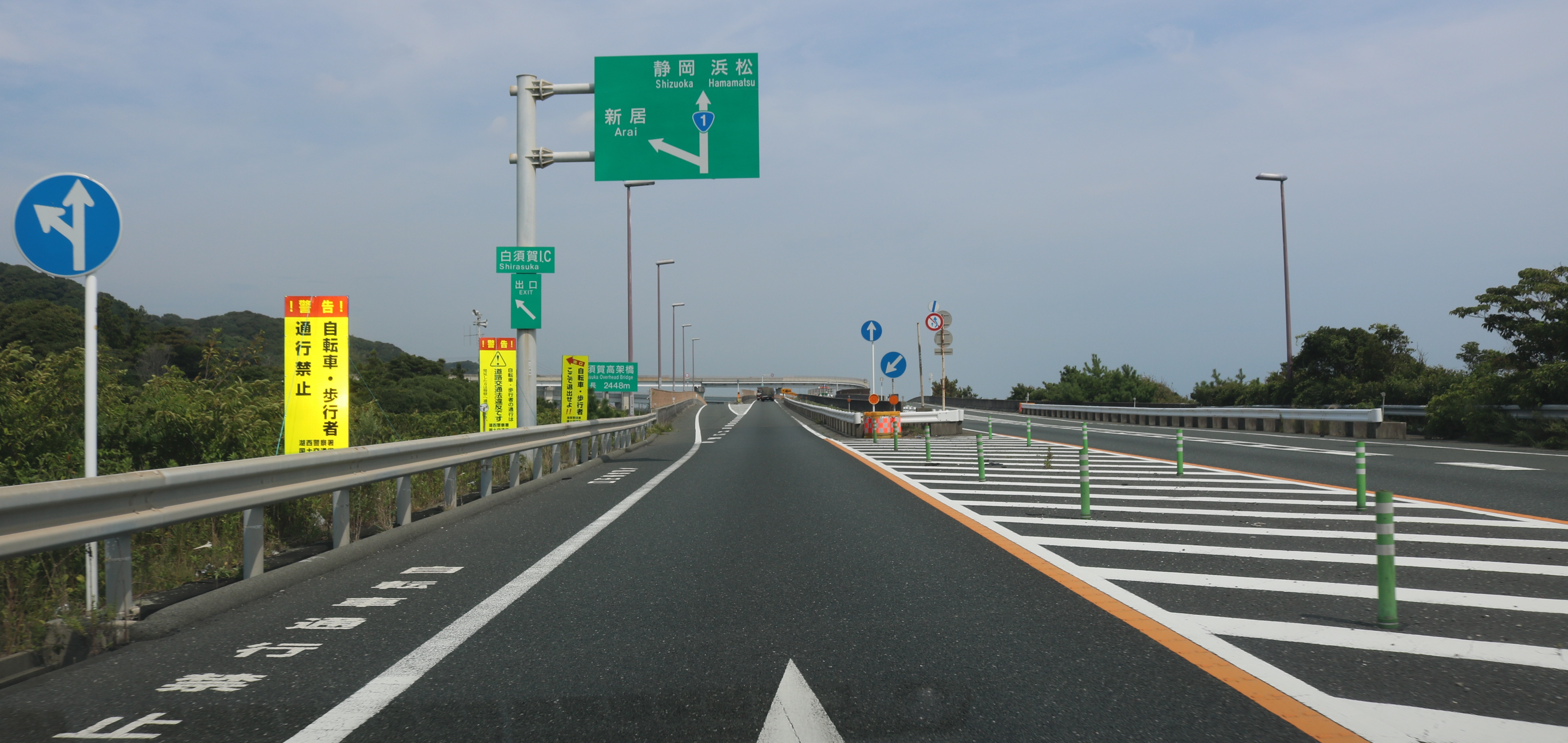
潮見バイパスの白須賀IC、静岡県湖西市白須賀にて
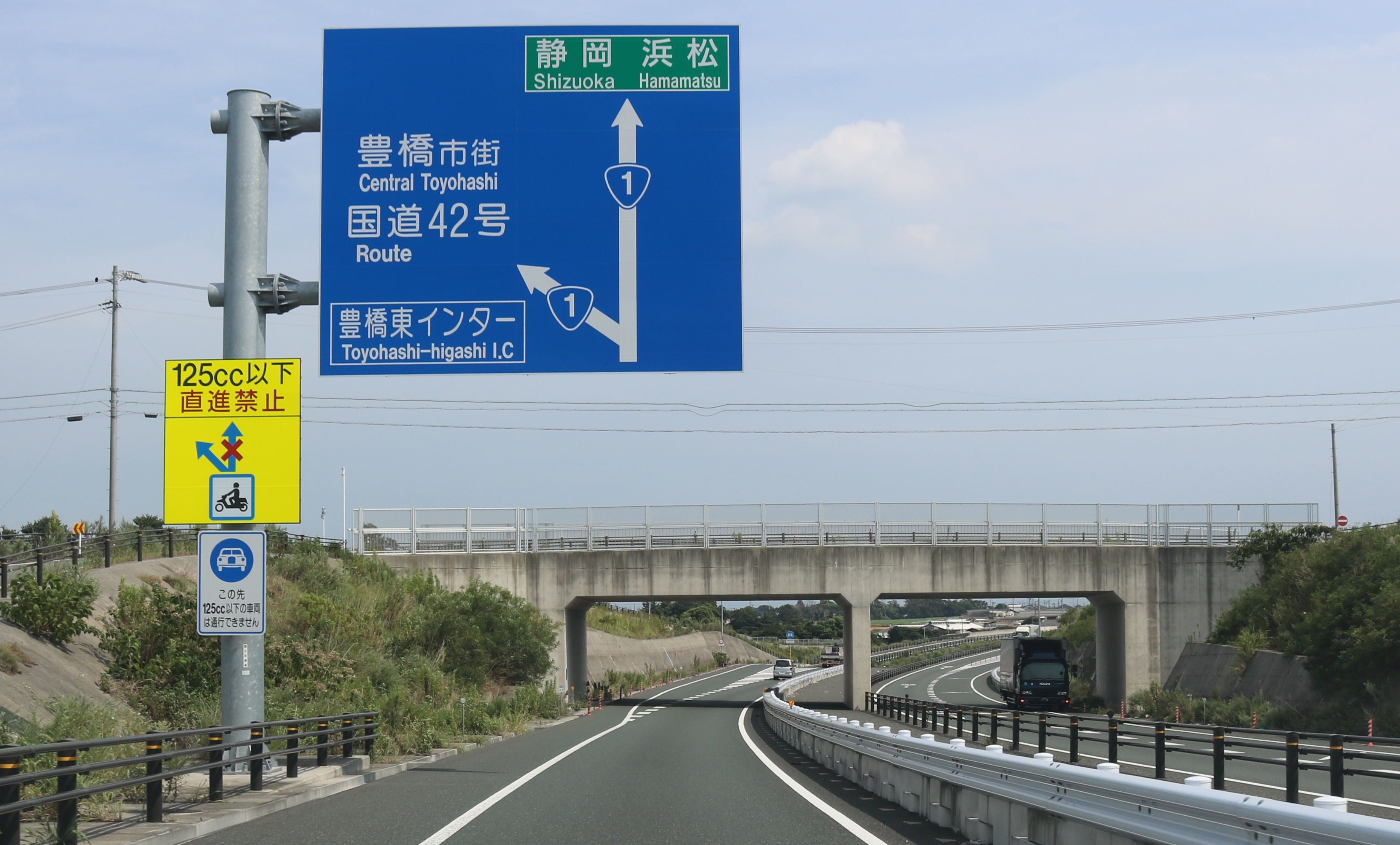
国道23号（豊橋東バイパス）が接続する豊橋東IC

## 主な構造物
| 区間                | 施設名       | 全長    | 備考（構造、その他） |
| ------------------- | ------------ | ------- | -------------------- |
| 大倉戸IC - 白須賀IC | 白須賀高架橋 | 2,448 m |                      |
| 白須賀IC - 豊橋東IC | 潮見トンネル | 320 m   |                      |